# El color de la granada
El color de las granadas (en ruso: Цвет граната, Tsvet granata; en armenio: Նռան գույնը, Nřan guynə) es una película de arte soviética de 1969 escrita y dirigida por el director armenio Serguéi Paradzhánov. La película es un tratamiento poético de la vida del poeta y cantante armenio del siglo XVIII Sayat-Nová. Ha aparecido en algunas encuestas académicas como una de las mejores películas jamás realizadas.

## Argumento
Es una biografía del ashik armenio Sayat-Nová que intenta relatar su vida de manera visual y poética. La película se presenta con pocos diálogos utilizando cuadros activos que representan la vida del poeta en capítulos: «Infancia», «Juventud», «La corte del príncipe» (donde se enamora de una zarina), «El monasterio», «El sueño», «Vejez», «El Ángel de la muerte» y «Muerte». Hay sonidos, música y cantos ocasionales, pero el diálogo es raro. Cada capítulo está indicado por una tarjeta de título y enmarcado a través de la imaginación de Paradzhánov y los poemas de Sayat-Nová. La actriz Sofikó Chiaureli desempeña seis papeles en la película, tanto masculinos como femeninos. Según Frank Williams, la película celebra la supervivencia de la cultura armenia frente a la opresión y la persecución rusa: «Hay imágenes específicas muy cargadas: jugo rojo sangre que se derrama de una granada cortada en un paño formando una mancha en forma de los límites del antiguo Reino de Armenia, tintoreros que sacan madejas de lana de tinas con los colores de la bandera nacional, entre otras».

## Reparto
- Sofikó Chiaureli - Poeta como joven/Amor de poeta/Musa de poeta/Mimo/Ángel de la resurrección
- Melkón Aleksanyán - Poeta como niño (como M. Alekyán)
- Vilén Galstyán - Poeta en el claustro
- Guiorgui Gueguechkori - Poeta como anciano
- Spartak Bagashvili - Padre del poeta
- Medea Dzhaparidze - Madre del poeta
- Onik Minasyán - Príncipe

## Producción
El director había afirmado que su inspiración era «las miniaturas iluminadas de Armenia. Quería crear esa dinámica interna que proviene del interior de la imagen, las formas y la dramaturgia del color». También describió esta película como una serie de miniaturas persas. Su amigo íntimo Mijaíl Vartánov ha sostenido que el malentendido lenguaje cinematográfico de Paradzhánov es «simple y solo parece complejo» y lo desmitificó en parte en el documental Parajanov: The Last Spring.
Algunas versiones rusas de El color de las granadas tienen características de «edición especial». Las memorias de Sayat Nová, de Levon Grigoryan, es una sinopsis de treinta minutos que explica lo que está sucediendo en los cuadros y cada capítulo de la vida del poeta. Gregory Smalley afirma que cada imagen cuidadosamente compuesta en la película está codificada en un significado, pero que falta la clave para interpretarlas. Está de acuerdo con Paradzhánov en que «si alguien se sentara para ver El color de la granada sin fondo, no tendrían idea de lo que estaban viendo».
La película se rodó en numerosos sitios históricos de Armenia, incluido el monasterio de Sanahin, el monasterio de Haghpat, la iglesia de San Juan en Ardvi y el monasterio de Ajtala. Todas son iglesias medievales en la provincia norteña de Lori. Las ubicaciones en Georgia incluyeron el Monasterio de Alaverdi, el campo que rodea el complejo del monasterio de David Gareja y el complejo Dzveli Shuamta cerca de Telavi. Las ubicaciones de Azerbaiyán incluyeron la Ciudad Vieja de Bakú y la Fortaleza de Nardarán.
Los censores soviéticos y los funcionarios del Partido Comunista se opusieron al tratamiento estilizado de Paradzhánov sobre la vida de Sayat-Nová y se quejaron de que no lograba educar al público sobre el poeta. El título de la película se cambió de Sayat-Nová a El color de las granadas, y las referencias al nombre de Sayat-Nová se eliminaron de los créditos y títulos de los capítulos en la versión original armenia. El escritor armenio Hrant Matevosyán escribió nuevos títulos de capítulos en idioma armenio, abstractamente poéticos. Los funcionarios se opusieron además a la abundancia de imágenes religiosas. Inicialmente, el Comité Estatal de Cinematografía de Moscú se negó a permitir la distribución de la película fuera de Armenia, estrenada en octubre de 1969 con una duración de 78 minutos. La película finalmente se estrenó en el resto de la Unión Soviética en una versión de 73 minutos editada por el cineasta Serguéi Yutkévich, quien buscó promover la película aplacando a las autoridades.

## Recepción
La película ocupó el puesto 84 en la encuesta de críticos Sight & Sound de 2012 sobre las mejores películas de la historia y apareció en otra lista de las mejores películas de la revista Time Out. Michelangelo Antonioni afirmó: «El color de las granadas de Paradzhánov es de una belleza asombrosamente perfecta. Paradzhánov, en mi opinión, es uno de los mejores directores de cine del mundo».